# Beraea pullata
Beraea pullata är en nattsländeart som först beskrevs av Curtis 1834.  Beraea pullata ingår i släktet Beraea och familjen sandrörsnattsländor. Arten är reproducerande i Sverige. Inga underarter finns listade i Catalogue of Life.